# Lucien Spronck
Lucien Spronck (Bélgica, 19 de agosto de 1939) fue un futbolista belga. Se desempeñaba en posición de defensa.

## Selección nacional
Fue internacional con la Selección de fútbol de Bélgica en tres ocasiones.

## Clubes
| Club               | País    | Año         |
| ------------------ | ------- | ----------- |
| Standard Lieja     | Bélgica | 1958 - 1968 |
| Royal Charleroi SC | Bélgica | 1968 - 1971 |
| Bas-Oha            | Bélgica | 1974 - 1975 |

## Palmarés

### Campeonatos nacionales
| Título                      | Club           | País    | Año       |
| --------------------------- | -------------- | ------- | --------- |
| Primera División de Bélgica | Standard Lieja | Bélgica | 1961 1963 |
| Copa de Bélgica             | Standard Lieja | Bélgica | 1966 1967 |